# Wamesit
Wamesit, značajno pleme algonquianske konfederacije Pennacook, koji su nastanjivali južnu obalu rijeke Merrimac, nešto niže od ušća Concorda, u američkoj državi Massachusetts. U vrijeme Rata Kralja Philipa (1675) pretrpjeli su teške gubitke i brojčano toliko oslabili, da su prodali svu plemensku zemlju i priključili se drugim Pennacookima na St. Francisu u Kanadi.
Glavno selo nosilo je također ime Wamesit. Wamesit je danas ime jednog sela u Massachusettsu kod Lowella, a 1989. lokalni umjetnik Mico Kaufman postavio je skulpturu Wamesit Indijanca na vrhu je dne velike granitne gromade